# むつき経営総合事務所
むつき経営総合事務所（Mutuki financial&management office)は、主に関西(大阪・京都・滋賀)・北陸(福井・石川・富山)の中小企業をクライアントに持つ経営コンサルタント企業。

## 概要
平成12年に創業された経営コンサルタント企業。
   むつき経営総合事務所は、クックラボと共に統括的な運営はむつきホールディングスが行う。
- 経営コンサルタント
- フードコンサルタント
- 起業コンサルタント
- 事業企画及び事業支援
- 小規模企業の業務支援
- 財務相談・労務相談・法務相談

## 沿革
- 平成11年北国経営研究所より分離独立
- 平成12年むつき経営総合事務所を開所

1京都府内におけるコンサルタント開始
2京都市内の地銀・信金を窓口にした融資企画
- 平成16年能登(輪島)臨時事務所

1損害保険代理店向け拡販企画
2水産業・水産加工業向け拡販企画
- 平成19年京都事務所(東地区)開所(京都市山科区)

1家電量販店の配送システムマニュアル企画と指導
2家電量販店(大阪・京都)向けクレーム対応マニュアルの企画と指導
- 平成19年京都事務所(南地区)開所(京都市伏見区)
- 平成20年大阪臨時事務所開所
- 平成25年金沢事務所移転(現在地に移転)

1フードコンサルタント業務　「ストロング丼」プロデュース

2経営コンサルタント業務　保険代理店向け「自動車あんしんパック」プロデュース

3フードコンサルタント業務　クック・ラボ「宅配弁当」プロデュース

## 特徴

### コンサルティング
一般的な大手経営コンサルタントとの違いとして、現場主義を一貫して実施している。　ここで言う現場主義とは、クライアント企業(法人または、その代表者)と従業員・顧客との間に位置してより実務的な観点から、クライアント企業のストロングポイント・ウイークポイントを掴み取ることで、より実践的なアドバイスをすることを特徴としている。現場主義を主としたコンサルティングは、時には時間と労力を必要以上に要することになるため、一見すると非効率的な感も否めないが中小零細企業に見られる組織体形の企業では、中長期的に見ると実は効果的な場合が多い。代表者個人・個々の従業員・顧客・仕入先などと密接な立ち位置を保つことで実態を掴む事を目的としている。

### 東日本大震災への復興支援活動
2011年3月11日に発生した東日本大震災の影響で、被災した子供たちに対しての支援活動を呼びかけたことを手始めに、現在は企業として現地での復興作業支援活動を行っている。
- 復興支援の原点
- 復興作業支援活動(宮城県)平成25年度第2四半期